# محمد اهل شاخه
محمد اهل شاخه (زاده ۲۴ خرداد ۱۳۷۲ در اهواز) بازیکن فوتبال اهل ایران است که در باشگاه فوتبال استقلال خوزستان بازی میکند.

## سوابق  باشگاهی
فولاد خوزستان
او از خروجی‌های باشگاه فوتبال فولاد خوزستان است که در لیگ چهاردهم مورد توجه دراگان اسکوچیچ قرار گرفت و به تیم بزرگسالان این باشگاه راه پیدا کرد و ۳۰ بازی برای فولاد خوزستان انجام داد و دو گل برای این تیم به ثمر رساند. او در اواخر فصل بعد دچار پارگی رباط صلیبی شد.
تراکتور سازی تبریز
و پس از بهبودی با امضای قراردادی به تیم فوتبال تراکتور تبریز پیوست و شاگرد جان توشاک شد.
ماشین‌سازی
محمد شروع ناموفقی در آن فصل داشت وپس از مدتی به صورت قرضی به باشگاه ماشین‌سازی تبریز پیوست.
صنعت نفت آبادان
اما پس از حضور نه چندان موفق در باشگاه ماشین تبریز به استان زادگاه خود یعنی خوزستان بازگشت و این بار به عضویت باشگاه صنعت نفت آبادان درآمد تا روزهای بهتری را در این باشگاه سپری کند، حسین محمودیان فرد مربی بدنساز او نیز می‌باشد.